# Псише
Псише́ (фр. psyché) — специальное прямоугольное или овальное зеркало для гардеробных комнат, шарнирно закреплявшееся между двумя стойками. Псише устанавливали на туалетном или подзеркальном столике или на консоли, самостоятельно, в качестве трюмо. Шарнирное крепление позволяло менять угол наклона зеркала и видеть себя в нём в различных ракурсах. Зеркало псише появилось в эпоху ампира, а в XX веке пользовалось особой популярностью в 1940—1950-е годы.